# Бервальд, Людвиг
Людвиг Бервальд (нем. Ludwig Berwald, 8 декабря 1883, Прага — 20 апреля 1942, Лодзь) — чешский и немецкий математик. Основные труды относятся к дифференциальной геометрии, в частности, финслеровой геометрии. Внёс значительный вклад в общую теорию финслеровых пространств, его именем названо
пространство Бервальда — Моора.

## Биография
Людвиг Бервальд родился в 1883 году в немецкоговорящей еврейской семье в Праге, владеющей книжными магазинами в центре города. Образование получил сначала в пражской, а затем в мюнхенской гимназии (после переезда семьи в Мюнхен в 1900 году).
Окончил Мюнхенский университет Людвига-Максимилиана, защитив докторскую диссертацию в 1908 году. После этого Бервальд получил приглашение работать ассистентом немецкого математика Генриха Буркхарда (нем. Heinrich Burkhardt), которым не смог воспользоваться из-за проблем со здоровьем. Через несколько лет он стал лектором в Немецком университет в Праге, где получил сначала место экстраординарного профессора (1922) и через два года — полного профессора. В 1929 году стал главой математического факультета этого университета, сменив на этом месте ушедшего на пенсию Георга Пика.
В октябре 1941 года вместе со своей женой Хедвигой был этапирован в Лодзинское гетто, где Хедвига скончалась 27 марта 1942 года, а Людвиг — 20 апреля этого же года.